# مقاطعة تيبيكانوي (إنديانا)
مقاطعة تيبيكانوي (بالإنجليزية: Tippecanoe County, Indiana)‏ هي إحدى مقاطعات ولاية إنديانا في الولايات المتحدة. تأسست سنة 1826، بلغ عدد سكانها 172780 نسمة في عام 2010 حسب إحصاء مكتب تعداد الولايات المتحدة وتصل الكثافة السكانية فيها 133.48 نسمة/كم2.

## وصلات خارجية
- www.county.tippecanoe.in.us
- United States Counties